# Ronno

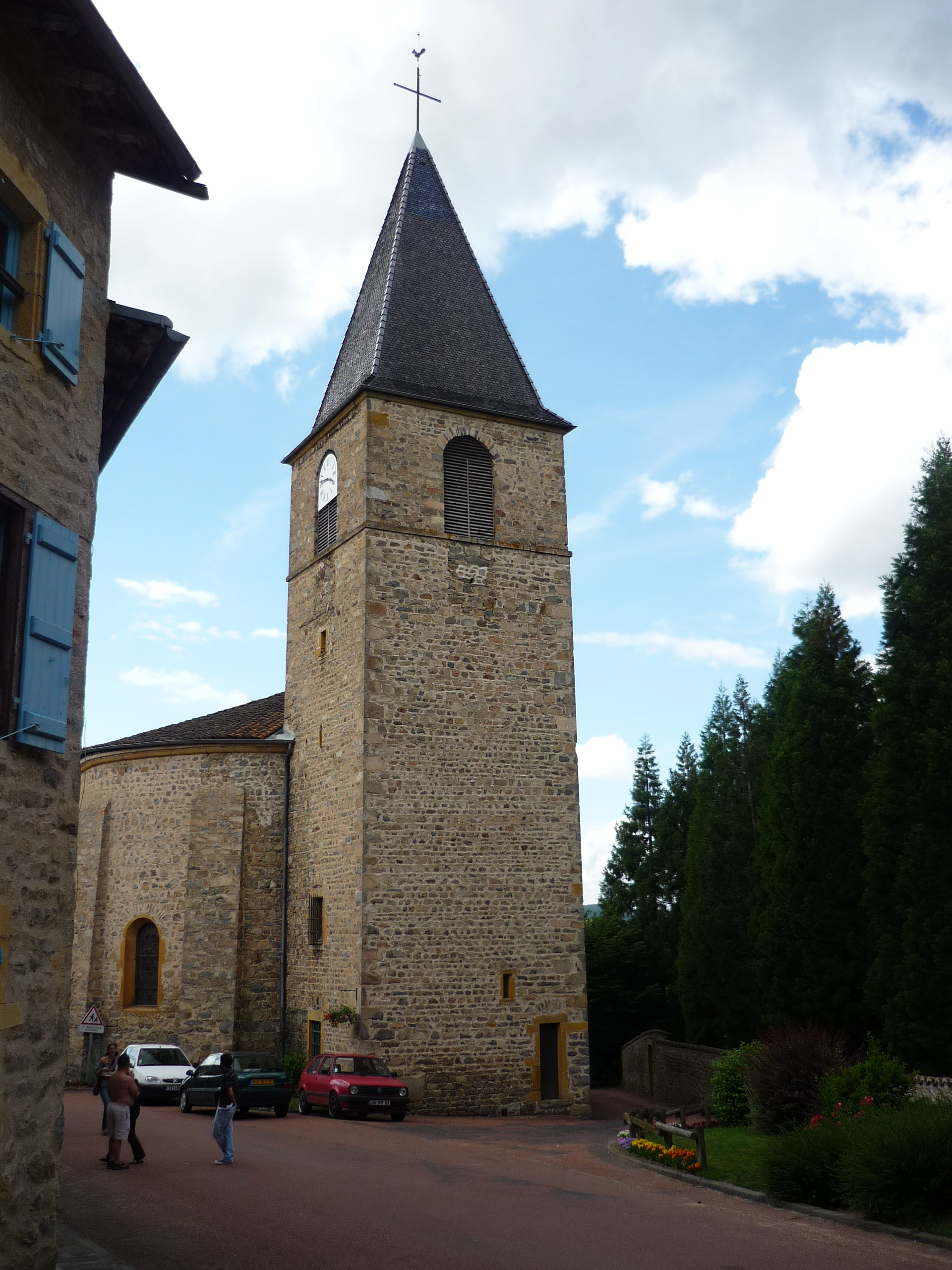
Kościół w Ronno, 2011

Ronno – miejscowość i gmina we Francji, w regionie Owernia-Rodan-Alpy, w departamencie Rodan.
Według danych na rok 1990 gminę zamieszkiwały 544 osoby, a gęstość zaludnienia wynosiła 24 os./km² (wśród 2880 gmin regionu Rodan-Alpy Ronno plasuje się na 1105. miejscu pod względem liczby ludności, natomiast pod względem powierzchni na miejscu 401.).